# منحنی کیلینگ

غلظت کربن دی‌اکسید اتمسفر از سال ۱۹۵۸ تا

منحنی کیلینگ نموداری از تغییرات سالانه و تجمع کلی کربن دی‌اکسید در اتمسفر زمین است که بر اساس اندازه‌گیری‌های مداوم انجام شده در رصدخانه ماونا لوا در جزیره هاوایی از سال ۱۹۵۸ تا به امروز، ترسیم شده است. این منحنی به نام دانشمند چارلز دیوید کیلینگ نامگذاری شده است، کسی که برنامه نظارت را آغاز کرد و تا زمان مرگش در سال ۲۰۰۵ بر آن نظارت داشت.
اندازه‌گیری‌های کیلینگ اولین شواهد قابل توجه از افزایش سریع سطح دی‌اکسید کربن (CO2) در جو را نشان داد. به گفته نائومی اورِسکِز، استاد تاریخ علم در دانشگاه هاروارد، منحنی کیلینگ یکی از مهم‌ترین آثار علمی قرن بیستم است. بسیاری از دانشمندان منحنی کیلینگ را عامل اولیه‌ای می‌دانند توجه جهانیان را به افزایش فعلی CO2
```
در جو جلب کرد.
[
۲
]
```

## پیشینه
قبل از دهه ۱۹۵۰، اندازه‌گیری‌های CO2
```
اتمسفر به صورت موردی در مکان‌های مختلف انجام می‌شد. در سال ۱۹۳۸، مهندس و هواشناس آماتور، گای استوارت کلندر، مجموعه داده‌های CO
2
```

از کیو، لندن در سال‌های ۱۸۹۸–۱۹۰۱، که به‌طور متوسط ۲۷۴ قسمت در میلیون حجمی (بخش در یکای سنجش) بود، و از شرق ایالات متحده در سال‌های ۱۹۳۶–۱۹۳۸، که به‌طور متوسط ۳۱۰ بخش در یکای سنجش بود، را مقایسه کرد و نتیجه گرفت که غلظت CO2
به دلیل انتشار گلخانه‌ای انسانی در حال افزایش است. با این حال، یافته‌های کلندر به دلیل ماهیت تکه‌تکه اندازه‌گیری‌ها، مورد پذیرش گسترده جامعه علمی قرار نگرفت.
چارلز دیوید کیلینگ، از مؤسسه اقیانوس‌شناسی اسکریپس در دانشگاه کالیفرنیا، سن دیگو، اولین کسی بود که از مارس ۱۹۵۸ به بعد، اندازه‌گیری‌های منظم و مکرری از غلظت CO2 جو در جنوبگان و در ماونا لوا، هاوایی انجام داد. کیلینگ پیش از این تکنیک‌های اندازه‌گیری را در مکان‌هایی از جمله بیگ سور در نزدیکی مونتری، جنگل‌های بارانی شبه‌جزیره المپیک در ایالت واشینگتن و جنگل‌های کوهستانی مرتفع در آریزونا آزمایش و به کار گرفته بود. او رفتار روزانه قوی CO2 را مشاهده کرد، به طوری که CO2 اضافی در شب به دلیل تنفس گیاهان و خاک وجود داشت و مقادیر بعد از ظهر نشان‌دهنده «اتمسفر آزاد» بر فراز نیمکره شمالی بود.

## اندازه‌گیری‌های ماونا لوا

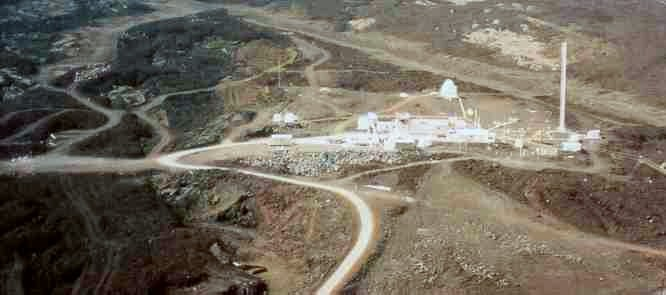
رصدخانه ماونا لوا

در سال‌های ۱۹۵۷–۱۹۵۸، سال بین‌المللی ژئوفیزیک، کیلینگ از اداره هواشناسی بودجه‌ای برای نصب آنالیزورهای گاز مادون قرمز در مکان‌های دورافتاده، از جمله قطب جنوب و آتشفشان مائونا لوا در هاوایی (جزیره)، دریافت کرد. ماونا لوا به دلیل موقعیت دورافتاده و دور از قاره‌ها و فقدان پوشش گیاهی، به عنوان یک مکان پایش بلندمدت انتخاب شد. کیلینگ و همکارانش نسیم اقیانوسی ورودی را بالای لایه وارونگی حرارتی اندازه‌گیری کردند تا آلودگی محلی ناشی از دهانه‌های آتشفشانی را به حداقل برسانند. داده‌ها نرمال‌سازی (آمار) شدند تا هرگونه تأثیر ناشی از آلودگی محلی حذف شود. به دلیل کاهش بودجه در اواسط دهه ۱۹۶۰، کیلینگ مجبور شد تلاش‌های مداوم خود برای نظارت بر قطب جنوب را کنار بگذارد، اما او به اندازه کافی پول جمع‌آوری کرد تا عملیات رصدخانه ماونا لوا را ادامه دهد، که تا به امروز ادامه داشته است.
مقاله کیلینگ در سال ۱۹۶۰، اولین رکوردهای ماهانه CO2
```
از قطب جنوب (۱۹۵۷ تا ۱۹۶۰) ارائه داد و «یک چرخه فصلی مشخص و احتمالاً افزایش جهانی CO
2
```

از سالی به سال دیگر» یافت. ۴۱–۴۲ تا دهه ۱۹۷۰، به خوبی مشخص شده بود که افزایش دی‌اکسید کربن جوی ادامه دارد و به دلیل انتشار گازهای گلخانه‌ای ناشی از فعالیت‌های انسانی است.
اندازه‌گیری‌های دی‌اکسید کربن در رصدخانه ماونا لوا در هاوایی با نوعی طیف‌سنج مادون قرمز، که اکنون به عنوان حسگر مادون قرمز غیر پراکنده شناخته می‌شود، انجام می‌شود که با استفاده از استانداردهای سازمان جهانی هواشناسی کالیبره شده است. این نوع ابزار که در ابتدا کاپنوگرافی نامیده می‌شد، اولین بار توسط جان تیندال در سال ۱۸۶۴ اختراع شد و با استفاده از قلم روی یک ضبط کننده نمودار نواری ثبت می‌شد. در حال حاضر، چندین حسگر مبتنی بر لیزر برای کار همزمان با طیف‌سنج مادون قرمز در مؤسسه اقیانوس‌شناسی اسکریپس اضافه می‌شوند، در حالی که اندازه‌گیری‌های اداره ملی اقیانوسی و جوی هنوز از حسگر مادون قرمز غیر پراکنده استفاده می‌کنند.

## نتایج و تفسیر
اندازه‌گیری‌های جمع‌آوری‌شده در رصدخانه ماونا لوا، افزایش مداومی را در میانگین غلظت CO2 اتمسفری از ۳۱۳ قسمت در میلیون حجمی (بخش در یکای سنجش) در مارس ۱۹۵۸ به ۴۰۶ بخش در یکای سنجش در نوامبر ۲۰۱۸ نشان می‌دهد، با افزایش فعلی ۲٫۴۸ ± ۰٫۲۶ (میانگین ± ۲ انحراف معیار توسعه) بخش در یکای سنجش CO2 در سال. این افزایش در دی اکسید کربن اتمسفری به دلیل احتراق سوخت‌های فسیلی است و در سال‌های اخیر سرعت گرفته است. از آنجایی که CO2 یک گاز گلخانه‌ای است، این امر پیامدهای قابل توجهی برای گرمایش جهانی دارد. اندازه‌گیری غلظت CO2 در حباب‌های هوای باستانی به دام افتاده در هسته‌های یخ قطبی نشان می‌دهد که میانگین غلظت CO2 اتمسفری در طول دوره هولوسن (۹۰۰۰ سال قبل از میلاد به بعد) بین ۲۷۵ تا ۲۸۵ بخش در یکای سنجش بوده است، اما از آغاز قرن نوزدهم به شدت شروع به افزایش کرده است.
منحنی کیلینگ همچنین یک تغییر چرخه‌ای حدود ۶ بخش در یکای سنجش در هر سال را نشان می‌دهد که مربوط به تغییر فصلی در جذب CO2
```
توسط پوشش گیاهی خشکی جهان. بیشتر این پوشش گیاهی در 
نیمکره شمالی
 است که بیشتر خشکی در آن واقع شده است. از حداکثر میزان در ماه مه، سطح آن در طول بهار و تابستان نیمکره شمالی کاهش می‌یابد، زیرا رشد 
گیاه
 جدید از طریق 
فتوسنتز،
 CO
2
```

از جو خارج می‌کند. پس از رسیدن به حداقل مقدار در ماه سپتامبر، سطح آن در پاییز و زمستان شمالی دوباره افزایش می‌یابد، زیرا گیاهان و برگ‌ها می‌میرند و پوسیده می‌شوند و CO2
دوباره به جو آزاد می‌کنند.

## میراث

### نظارت جهانی
به دلیل اهمیت یافته‌های کیلینگ، اداره ملی اقیانوسی و جوی در دهه ۱۹۷۰ شروع به نظارت بر سطح دی‌اکسید کربن در سراسر جهان کرد. امروزه، سطح CO2 اتمسفر در حدود ۱۰۰ مکان در سراسر جهان از طریق شبکه مرجع جهانی گازهای گلخانه‌ای پایش می‌شود. اندازه‌گیری‌ها در بسیاری از مکان‌های دورافتاده دیگر، روند بلندمدت نشان داده شده توسط منحنی کیلینگ را تأیید کرده‌اند، اگرچه هیچ مکانی به اندازه ماونا لوا سابقه طولانی ندارد.

### رالف کیلینگ
از زمان مرگ چارلز دیوید کیلینگ در سال ۲۰۰۵، مسئولیت و نظارت بر این پروژه به پسر کیلینگ، رالف کیلینگ ، منتقل شد. در پنجاهمین سالگرد آغاز این پروژه، کیلینگ جوان مقاله‌ای در مجله ساینس نوشت که در آن زندگی و کار پدرش و همچنین چگونگی رشد و تکامل این پروژه در طول زمان را شرح می‌داد. کیلینگ در کنار ارائه مواد اندازه‌گیری دقیق‌تر و بودجه برای پروژه نظارت بر سطح CO2
، در مورد افتخار خود به کار پدرش و اینکه چگونه آن را به یاد او ادامه داده است، نوشت.

### شناخت
در سال ۲۰۱۵، منحنی کیلینگ توسط انجمن شیمی آمریکا به عنوان یک اثر تاریخی ملی شیمی تعیین شد. پلاک‌های یادبود در رصدخانه ماونا لوا و در مؤسسه اقیانوس‌شناسی اسکریپس در دانشگاه کالیفرنیا، سن دیگو نصب شدند.

### عبور از مرز ۴۰۰ ppm در سال ۲۰۱۳
در ۹ مه ۲۰۱۳، میانگین غلظت روزانه CO2
```
در جو در ماونا لوا اندازه‌گیری شد، از ۴۰۰ قسمت در میلیون (
بخش در یکای سنجش
) فراتر رفت.
[
۲۱
]
 تخمین‌های CO
2
```

در طول دوره‌های زمین‌شناسی قبلی نشان می‌دهد که CO2
از اواسط دوره پلیوسن، ۲ تا ۴ میلیون سال پیش این سطح نرسیده است. این سطح از دی‌اکسید کربن که باعث تغییرات اقلیمی می‌شود، نشان دهنده وخامت مداوم بلایای طبیعی و زیست‌محیطی است که اگر انتشار گازهای گلخانه‌ای به‌طور قابل توجهی کاهش نیابد، به‌طور فزاینده‌ای زیستگاه‌های انسان و حیوان را در زمین تهدید می‌کند.